# Zuffa LLC
Zuffa LLC ist ein US-amerikanisches Unternehmen, das sich auf Mixed Martial Arts spezialisiert hat. Es wurde 2001 von Lorenzo Fertitta und Frank Fertitta III gegründet, um als Muttergesellschaft der Ultimate Fighting Championship zu dienen. Lorenzo Fertitta ist der Vorstandsvorsitzende und Aufsichtsratsvorsitzende zugleich, während Dana White das operative Geschäft leitet. Seit 2016 gehört Zuffa LLC zu dem aus der William Morris Agency hervorgegangenen Konzern Endeavor.
Der Unternehmensname „Zuffa“ kommt aus dem Italienischen und bedeutet Rauferei.

## Aktionärsstruktur
Nachdem am 12. Januar 2010 10 % der Zuffa Anteile an Flash Entertainment verkauft wurden, ergibt sich die derzeitige Aktionärsstruktur wie folgt:
- Frank Fertitta III (40,5 %)
- Lorenzo Fertitta (40,5 %)
- Flash Entertainment (10 %)
- Dana White (9 %)

## Tochtergesellschaften

### Bestehende Tochtergesellschaften
- UFC

Nachdem Zuffa im Jahr 2011 den Rivalen Strikeforce übernehmen konnte, wurden die zwei größten MMA-Organisationen der Welt durch ein Unternehmen kontrolliert. Nachdem Strikeforce weiterhin unabhängig von der UFC operierte, wurde die Organisation schließlich 2013 in die UFC eingegliedert.

### Nicht mehr existierende Tochtergesellschaften
Folgende MMA-Organisationen wurden von Zuffa übernommen und dann in die UFC eingegliedert. (Jahr der Eingliederung)
- World Fighting Alliance (2006)
- Pride Fighting Championships (2007)
- World Extreme Cagefighting (2010)
- Strikeforce (2013)

## Versicherung der Kämpfer
Am 9. Mai 2011 wurde bekannt, dass Zuffa in Zukunft eine ganzjährliche Versicherung gegen jede Art von Verletzungen für jeden Kämpfer anbietet, der bei der UFC unter Vertrag steht. Die Versicherung deckt jegliche Verletzungen oder Unfälle ab, egal ob sie während des Trainings oder dem Wettkampf auftreten oder außerhalb.
In der Vergangenheit waren die Kämpfer nur gegen Verletzungen versichert, die während eines offiziellen Kampfes auftraten, und dann auch nur bis zu einer Summe von $100,000. Verletzte sich ein Kämpfer außerhalb eines offiziellen Kampfes, musste er die Behandlungskosten selbst übernehmen.
Die Versicherung trat am 1. Juni 2011 in Kraft und wird von der HCC Insurance Holdings angeboten.
- Die Versicherung gilt für alle Kämpfer die entweder bei Strikeforce oder der UFC unter Vertrag stehen
- Die Versicherung gilt für alle Kämpfer, egal ob sie ihren Wohnsitz in den USA haben oder nicht
- Die Beiträge der Versicherung werden von Zuffa übernommen. Für die Kämpfer entstehen keine Kosten.
- Die Versicherung kann auch von Kämpfern in Anspruch genommen werden, für die noch kein neuer Kampf geplant ist.
- Die Versicherung deckt auch zahnärztliche Behandlungen ab.

## Klage gegen den Staat New York
Am 15. November 2011 wurde bekannt, dass Zuffa LLC den Bundesstaat New York verklagt hat. Die Klage richtet sich gegen das Verbot von Mixed Martial Arts in New York, welches seit 1997 unverändert besteht. Der Klage schlossen sich namhafte MMA-Kämpfer wie Jon Jones und Frankie Edgar an. In der Klageschrift wirft Zuffa LLC dem Staat New York vor, dass das Verbot zu weit gehe und unter anderem den freien wirtschaftlichen Verkehr zwischen den Bundesstaaten behindere. Außerdem sei Mixed Martial Arts eine Art live aufgeführter öffentlicher Unterhaltung und werde so durch den ersten Zusatzartikel zur Verfassung der Vereinigten Staaten geschützt. Die Klageschrift umfasst insgesamt 123 Seiten und wurde von der Großkanzlei Morrison & Foerester entworfen.